# Tiken Jah Fakoly

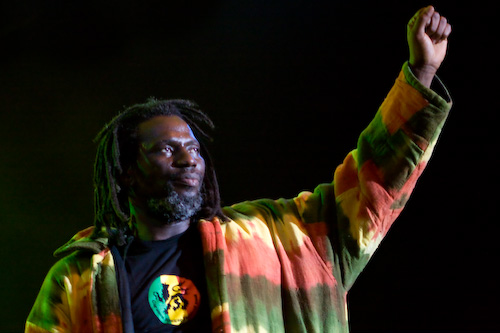
Tiken Jah Fakoly, festival Africajarc, Cajarc (46), 2008.

Tiken Jah Fakoly, de nom Doumbia Moussa Fakoly (Odienné, Costa d'Ivori, 23 de juny de 1968) és un cantant de reggae ivorià.

## Discografia
- 1970: Djelys (Djelys)
- 1994: Missiri (Djelys)
- 1996: Mangercratie
- 1999: Cours d'histoire (1999: Côte d'Ivoire; 2000: Resteu du monde)
- 2000: Li Cameleon
- 2002: Françafrique
- 2004: Coup de gueule
- 2007: L'Africain
- 2008: Live a Paris (directe)
- 2010: African Revolution
- 2014: Dernier Appel Universal Music
- 2015: Racines
- 2019: Le monde est chaud
- 2022: Braquage de pouvoir